# Anathema
Anathema foi uma banda inglesa formada em 1990 na cidade de Liverpool. Inicialmente do gênero doom metal e pioneira do gothic metal, a banda mostrou influências de rock progressivo a partir de seu quarto álbum - Alternative 4, de 1998.

## História

### Formação e mudança de nome
Inicialmente, o grupo se chamava Pagan Angel, e era composto por: Darren White (vocal), John Douglas (bateria) e os três irmãos Cavanagh, Vincent Cavanagh (guitarra), Daniel Cavanagh (guitarra) e James Cavanagh (baixo). Com essa formação a banda lançou o seu primeiro trabalho em novembro de 1990, uma demo chamada An Illiad Of Woes.
Após este trabalho a banda resolveu trocar de nome, passando a se chamar Anathema. Dessa forma, ocorreu o lançamento do primeiro single da banda; "They Die", através de uma pequena gravadora suíça, a Witchhunt Records. Jamie Cavanagh deixou a banda dando lugar para Duncan Patterson, que viria a tornar-se um dos principais compositores da banda.

### Primeiros álbuns e fase metal
A gravadora Peaceville Records se interessou pela banda, e com eles foi lançado The Crestfallen EP, em novembro de 1992. Seguiu-se ao lançamento do primeiro álbum, Serenades, enraizado no doom/death metal. Realizaram os primeiros shows fora da Inglaterra nesse período, indo para a Bélgica e Holanda, junto das bandas At the Gates e Cradle of Filth.
Após atrasos, em 1995 surge o segundo EP, Pentecost III. A formação foi mantida até 1995, quando, pouco antes da gravação do álbum The Silent Enigma, o vocalista Darren White deixou a banda; com Vincent Cavanagh assumindo a posição. A mudança não foi apenas na formação da banda, mas também no estilo musical.
No início, o Anathema tornou-se famoso por tocar doom metal, estilo proeminente no final dos anos 80 início dos anos 90. Após The Silent Enigma, a banda começou a explorar uma sonoridade cada vez menos pesada e mais melancólica. Durante a turnê deste disco foi gravado um show na Polônia, em março de 1996, que se transformou no primeiro vídeo da banda: Visions of a Dying Embrace. Houve outras mudanças na formação, mas nenhuma tão significativa, do ponto de vista sonoro, quanto a saída de Darren White. Anathema seguiu explorando uma sonoridade menos metal e mais progressivo, visto em seu álbum de transição; Eternity, de 1996.

### Novo rumo emAlternative 4
Em 1997, o baterista John deixou a banda e foi substituído por Shaun Steels. Com ele a banda gravou o álbum Alternative 4 (1998) pela nova gravadora, a Music For Nations. Patterson e Steels deixaram a banda no mesmo ano, sendo substituídos por Dave Pybus, e tendo o retorno John Douglas; enquanto Martin Powell (teclado e violino do My Dying Bride) também se juntou à banda. Powell logo saiu, e Daniel Cavanagh também assumiu os teclados. Com esta formação foi lançado o quinto álbum de estúdio; Judgement, em 1999. Este álbum marca a primeira participação de Lee Douglas, irmã de John, como vocalista ocasional. Lee Smith (Cradle of Filth) assumiu os teclados em 2000, ano em que o Anathema viajou para os Estados Unidos pela primeira vez, se apresentando no Milwaukee Metal Fest.

### A Fine Day to Exite sucesso comercial

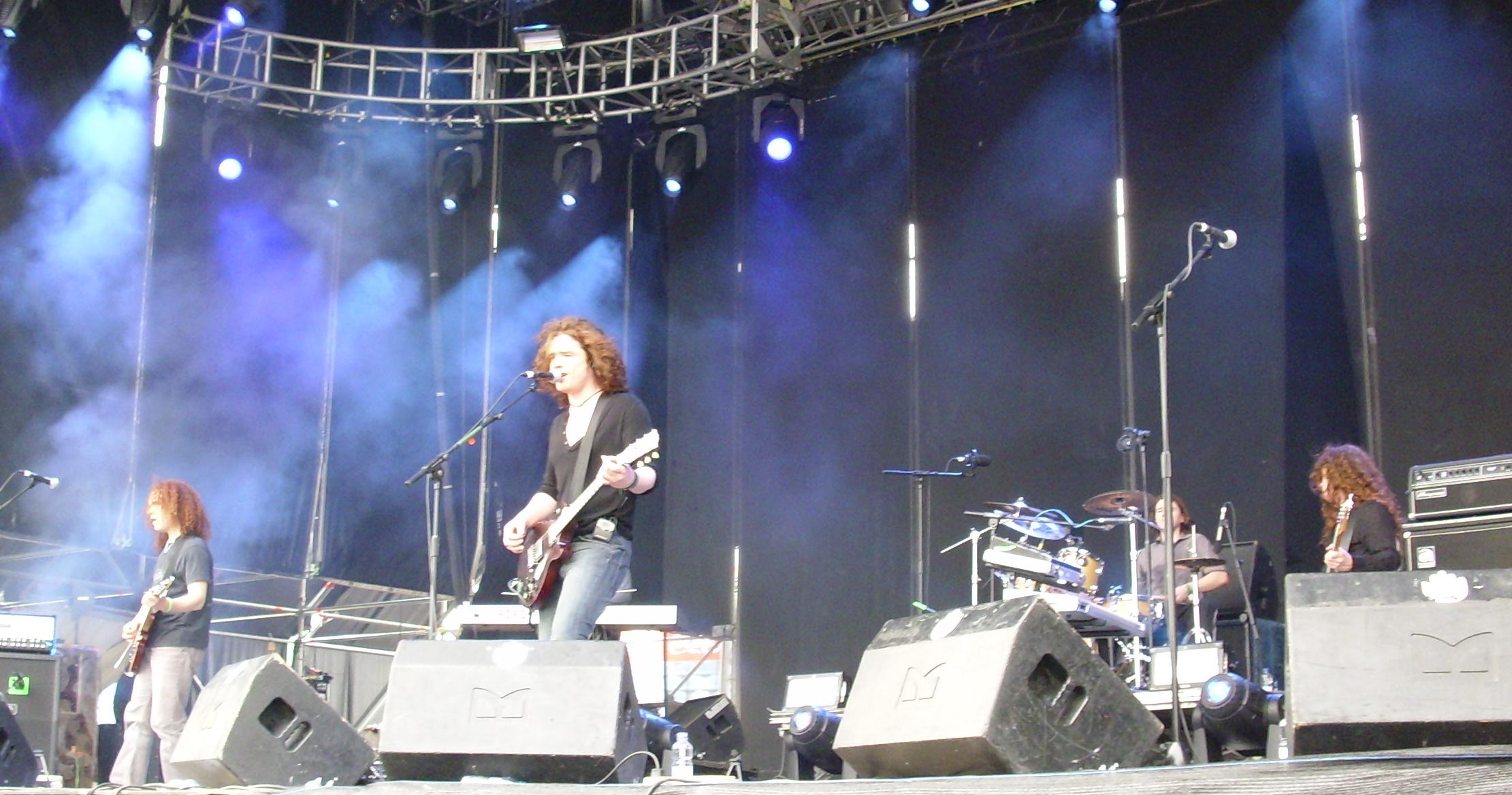
Festimad 2007, Madrid, Espanha

A banda lançou seu sexto álbum A Fine Day to Exit em 2001, virando-se para um som mais alternativo e progressivo, abandonando o doom metal. A produção ficou a cargo de Nick Griffith, que trabalhou com o Pink Floyd, ratificando ainda mais a nova sonoridade. Após tantas mudanças na banda, este movimento musical foi um passo arriscado. No entanto, o álbum viria a ter uma comercialização aceitável, depois de atingir as posições 22 na Polônia e 34 na Finlândia. Pouco depois deste lançamento, Pybus anunciou sua saída e foi substituído pelo baixista original, James Cavanagh, reunindo os três irmãos da banda pela primeira vez desde 1991.
A Natural Disaster foi lançado em 2003, sendo o último álbum pela gravadora Music For Nations, que fechou as portas em 2005. Em 2006 foi realizada uma turnê com o HIM. Não foram incluídos novos membros para os anos seguintes, no entanto, Daniel Cavanagh deixou a banda em 2002 para se juntar ao Anthimatter, mas retornou em 2003. Em 2004 foi lançado o DVD Were You There?, que consiste em show realizado no Studio Krzemionki, na Cracóvia (Polônia), e também possui uma apresentação em formato acústico, gravado em Liverpool. Outro vídeo foi lançado em 2006, referente ao show realizado no Metalmania Festival, com o título de A Moment in Time.
A banda passou por momentos conturbados após ficarem sem gravadora, e fizeram em 2006 um apelo aos fãs para ajudar na conclusão de um novo álbum, lançando no iTunes 3 músicas para venda digital: "One Day", "Everything" e "Angels Walk Among Us". O texto, publicado em seu site oficial, continha a seguinte mensagem:
| “ | ...como o Anathema está sem gravadora e apoio financeiro para soltar outro álbum, pedimos respeitosamente aos fãs que vão às lojas virtuais do iTunes e comprem as canções. É muito importante, já que vocês estarão contribuindo diretamente com a banda em um momento difícil. Seu dinheiro será diretamente aplicado para que o Anathema grave mais um disco neste ano. Precisamos de sua ajuda. | ” |

Em 2008 a banda lançou Hindsight, álbum acústico com regravações para canções que abrangem diversas fases da banda.

### We're Here Because We're Heree nova formação

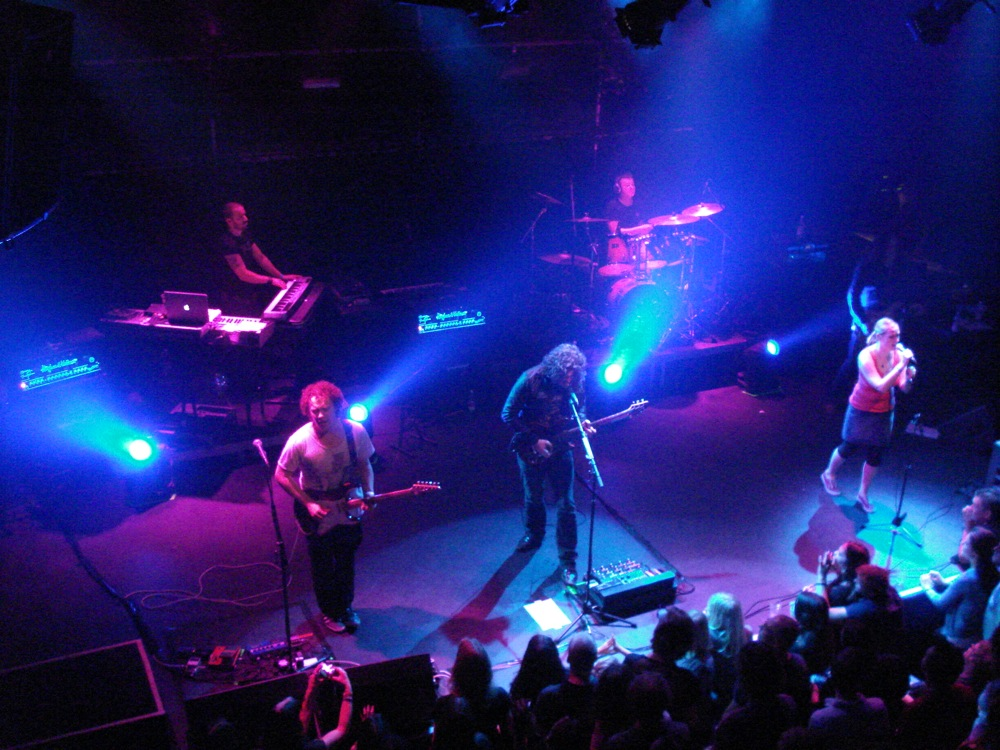
Anathema em performance na Holanda em 2011

Em 31 de maio de 2010 foi lançado We're Here Because We're Here, mixado por Steven Wilson. Neste álbum a vocalista Lee Douglas se efetiva na banda. Smith deixou o Anathema em 2011, e Vincent e Daniel assumem a função das teclas do nono álbum da banda, Weather Systems, lançado em 2012. No mesmo ano, Daniel Cardoso, produtor musical multi instrumentista, que acompanha a banda em apresentações ao vivo desde 2011, juntou-se como membro definitivo.
Weather Systems foi lançado em 16 de abril de 2012 na Europa, via Kscope, e em 24 de abril de 2012 nos EUA, pela The End Records. A banda descreve o álbum como "Musica não direcionada para festas. A música é escrita para mover profundamente o ouvinte". O álbum foi gravado em Liverpool, Wrexham (País de Gales) e Oslo (Noruega), e foi produzido pelos membros da banda Vincent e Daniel Cavanagh, bem como pelo produtor Christer-André Cederberg. Gravado e lançado entre a saída do tecladista Les Smith e a integração definitiva de Daniel Cardoso, é o primeiro álbum da banda a não dispor de um tecladista em tempo integral desde Judgement, de 1999.
A banda se apresentou em fevereiro de 2014 do Progression Nation at Sea, festival idealizado pelo baterista Mike Portnoy, a bordo do navio Norwegian Cruise Line Pearl, que partiu do porto de Miami. 

### Distant Satellites
O décimo álbum de estúdio da banda, Distant Satellites, foi lançado em 9 de Junho de 2014. Distant Satellites foi gravado no Cederberg Studios em Oslo, novamente com o produtor Cederberg. A capa foi criada pelo artista coreano Sang Jun Yoo.
A banda divulgou um comunicado do seu novo álbum antes do lançamento:
| “ | Distant Satellites é o culminar de tudo do ANATHEMA. Trabalhado exaustivamente o mais longe possível do nosso percurso musical. Ele contém quase todos os elementos do "batimento cardíaco" do Anathema cuja nossa música é possível ter. Há beleza, intensidade, drama, quietude, e as dimensões extras musicais que a banda já insinuara em trabalhos anteriores. Tudo construído sobre a química de composição de Daniel, John e Vincent - e a voz do assombro de Lee Douglas. | ” |

Distant Satellites recebeu críticas positivas dos críticos. O Metacritic, que atribui uma classificação de 0 a 100 com opiniões de críticos convencionais, deu ao álbum uma pontuação média de 80, com base em dez avaliações, indicando a "aclamação universal". O álbum terminou o ano de 2014 com a 9ª posição na lista melhores álbuns da revista Metal Hammer.
Durante a turnê de Distant Satellites, foi registrado em vídeo o show acústico realizado em 7 de março de 2015 na Catedral de Liverpool, lançado em outubro do mesmo ano em CD, DVD e Blu-Ray, com o título de A Sort of Homecoming.
O último álbum é The Optimist, lançado em 9 de junho de 2017. Com The Optimist, a banda dá mais um firme passo em direção aos elementos eletrônicos já implementados em álbuns anteriores.

## Integrantes
| - Vincent Cavanagh - vocais, guitarra, teclados, baixo (1990–presente) - Daniel Cavanagh - guitarra, teclados, baixo, vocais (1990–2002, 2003–presente) - John Douglas - bateria, teclados (1990–1997, 1998–presente) - Lee Douglas - vocais (2003–presente) - Daniel Cardoso - teclados, bateria, baixo (2012–presente) | - Darren White - vocais (1990–1995) - Duncan Patterson - baixo, teclados (1991–1998) - Shaun Steels - bateria (1997–1998) - Dave Pybus - baixo (1998–2001) - Les Smith - teclados (2000–2011) - James Cavanagh - baixo (1990–1991, 2001–2018) |

## Discografia
| - Serenades (1993) - The Silent Enigma (1995) - Eternity (1996) - Alternative 4 (1998) - Judgement (1999) - A Fine Day to Exit (2001) - A Natural Disaster (2003) - We're Here Because We're Here (2010) - Weather Systems (2012) - Distant Satellites (2014) - The Optimist (2017) - Untouchable (2013) - Universal (2013) - A Sort of Homecoming (2015) - An Illiad of Woes (1990) - All Faith is Lost (1991) | - Resonance (2001) - Resonance 2 (2002) - Hindsight (2008) - Falling Deeper (2011) - Internal Landscapes 2008–2018 (2018) - They Die (1992) - Crestfallen (1992) - We Are the Bible (1993) - Pentecost III (1995) - Alternative Future (1998) - Make it Right (1999) - Deep (1999) - Pressure (2002) - Are You There (2004) - Everything (2006) - A Simple Mistake (2006) - Angels Walk Among Us (2007) - Dreaming Light (2011) - The Optimist (2017) |

## Videografia
| - A Vision of a Dying Embrace (VHS, 1997; DVD, 2002) - Were You There? (DVD, 2004) - A Moment in Time (DVD, 2006) - Universal (DVD, 2013) - A Sort of Homecoming (DVD, 2015) - "Sweet Tears" (1993, do álbum Serenades) - "Mine Is Yours" (1994, do álbum Pentecost III) - "The Silent Enigma" (1995, do álbum The Silent Enigma) - "Hope" (1996, do álbum Eternity) - "Pressure" (2001, do álbum A Fine Day to Exit) - "Dreaming Light" (2010, do álbum We're Here Because We're Here) - "Untouchable, Part 1" (2012, do álbum Weather Systems) - "Can't Let Go" (2017, do álbum The Optimist) | - Live in London, U.K. (35 min, bootleg, 07.11.1992) - Live In Istanbul/TURKEY - Live in Geneve (50 min, bootleg, 23.01.1994) - Live in Czech (60 min, bootleg, 13.11.1994) - Live in Białystok, Poland (30 min, bootleg, February 1994) - Live in Greece (43 min, bootleg, 1999) - Acoustic Show with Cello in Hungary (88 min, bootleg/SBD, Budapeste, 17.12.2004) |

## Prêmios e Indicações
| Ano  | Prêmio                                  | Categoria         | Trabalho          | Resultado | Ref.   |
| ---- | --------------------------------------- | ----------------- | ----------------- | --------- | ------ |
| 2012 | Prog Magazine "Progressive Music Award" | Live Event        |                   | Venceu    | [ 14 ] |
| 2014 | Prog Magazine "Progressive Music Award" | Anthem            | Música "Anathema" | Venceu    | [ 15 ] |
| 2017 | Prog Magazine "Progressive Music Award" | Album of the Year | The Optimist      | Venceu    | [ 16 ] |